# Alanna Kraus
Alanna Kraus (Abbotsford, 30 giugno 1977) è una pattinatrice di short track canadese.

## Biografia
Nel 2002 ha rappresentato il Canada ai Giochi olimpici di Salt Lake City.
Ha gareggiato nella staffetta 3000 metri e con le compagne di nazionale Isabelle Charest, Marie-Ève Drolet e Amelie Goulet-Nadon ha vinto la medaglia di bronzo chiudendo alle spalle della Corea del Sud e della Cina.
Quattro anni più tardi ai Giochi olimpici di Torino torna sul podio vincendo la medaglia d'argento. Questa volta con le compagne Anouk Leblanc-Boucher, Kalyna Roberge, Tania Vicent e Amanda Overland termina alle spalle della sola Corea del Sud.

## Palmarès

### Giochi olimpici invernali
- 2 medaglie:
  - 1 argento (3000 m staffetta a Torino 2006)
  - 1 bronzo (3000 m staffetta a Salt Lake City 2002)

### Campionati mondiali di short track
- 3 medaglie:
  - 1 argento (3000 m staffetta a Minneapolis 2006)
  - 2 bronzi (3000 m staffetta a Sheffield 2000; 1500 m a Göteborg 2004)

### Campionati mondiali di short track a squadre
- 3 medaglie:
  - 3 bronzi (Milwaukee 2002, Gangwon 2005, Montréal 2006)